# Пардоші (комуна)
Пардоші (рум. Pardoși) — комуна у повіті Бузеу в Румунії. До складу комуни входять такі села (дані про населення за 2002 рік):
- Валя-Шкіопулуй (22 особи)
- Валя-луй-Лалу (110 осіб)
- Костоміру (173 особи)
- Кіперу (81 особа)
- Пардоші (192 особи) — адміністративний центр комуни

Комуна розташована на відстані 128 км на північний схід від Бухареста, 34 км на північ від Бузеу, 89 км на захід від Галаца, 101 км на схід від Брашова.

## Населення
За даними перепису населення 2002 року у комуні проживали 578 осіб, усі — румуни. Усі жителі комуни рідною мовою назвали румунську. За віросповіданням усі жителі комуни — православні.